# Prononciation de GIF

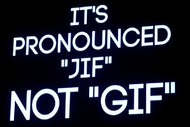
La diapositive de Steve Wilhite aux Webby Awards 2013.

La prononciation de GIF, acronyme de Graphics Interchange Format, est contestée depuis les années 1990. En anglais, rendu populaire comme un monosyllabe (en), l'acronyme est généralement prononcé /gɪf/ (avec un g dur comme dans gift) ou /dʒɪf/  (avec un g mou comme dans gem), la différence résidant dans le phonème représenté par la lettre G. De nombreuses personnalités et institutions ont pris parti dans le débat ; Steve Wilhite, le créateur de ce format de fichier image, a prononcé un discours lors des Webby Awards 2013 en plaidant pour la prononciation avec un g mou. D'autres ont souligné l'origine du terme, qui est l'abréviation du mot avec un g dur graphics, pour défendre l'autre prononciation. Certains locuteurs prononcent GIF comme un sigle plutôt que comme un acronyme, produisant /dʒiː aɪ ɛf/ .
La controverse provient en partie du fait qu'il n'existe pas de règle générale sur la façon dont la séquence de lettres gi doit être prononcée an anglais. Le g dur prévaut dans des mots tels que gift, tandis que le g mou est utilisé dans d'autres tels que ginger. Les analyses linguistiques ne montrent aucun avantage clair pour l'un ou l'autre phonème sur la base des fréquences de prononciation de mots anglais similaires, et les dictionnaires anglais acceptent généralement les deux principales alternatives comme étant valides. La prononciation de l'acronyme peut également varier dans d'autres langues.

## Généralités

### En anglais
Le Graphics Interchange Format (GIF) est un format de fichier image (en) développé en 1987 par Steve Wilhite au sein du fournisseur américain de services en ligne CompuServe. Les GIF sont couramment utilisés pour afficher de courtes animations en boucle,. L'acronyme GIF, communément prononcé comme un monosyllabe (en), a une prononciation controversée. Certains prononcent le mot avec un g dur, comme /gɪf/ , tandis que d'autres le prononcent avec un g mou, comme /dʒɪf/ . Une minorité préfère le prononcer comme un sigle, en prononçant le nom de chaque lettre, créant ainsi la prononciation /dʒiː aɪ ɛf/ .
Wilhite et l'équipe qui a développé le format de fichier ont inclus dans les spécifications techniques que l'acronyme devait être prononcé avec un g mou. Dans les spécifications, l'équipe écrit que « choosy programmers choose … 'jif' », en hommage au slogan publicitaire de la société de beurre de cacahuète « choosy moms choose Jif ». Selon ABC News, le débat remonte à 1994, l'auteur d'une encyclopédie sur les formats d'image ayant déclaré que « la plupart des gens » semblaient préférer la prononciation du g dur à celle du g mou qu'il préférait.

### Dans d'autres langues
En français, l'acronyme tend à être prononcé /ʒif/ , avec la fricative palato-alvéolaire voisée, [ʒ], comme j dans joie ou le s dans measure ou vision en anglais, même si [dʒ], qui n'apparaît pas dans le vocabulaire natif, tend à être conservé dans les mots d'emprunt anglais (comme jeans). Certaines langues n'ont pas les sons g mou et dur de l'anglais dans leur phonologie. L'espagnol et le finnois, par exemple, n'ont pas [ʒ] dans leurs mots natifs. En norvégien, GIF se prononce avec un g dur, [ɡ], contrairement aux mots natifs, pour lesquels la séquence ⟨gi⟩ serait prononcée avec une spirante palatale voisée, [j], comme le y dans yes en anglais.

## Analyse

### Cause
En anglais, la controverse linguistique provient en partie du fait qu'il n'y a pas de règle générale sur la façon dont la séquence de lettres gi doit être prononcée ; le g dur prévaut dans des mots tels que gift, tandis que le g mou est utilisé dans d'autres, tels que ginger. En vieil anglais, g produisait le son g mou ainsi que le son consonantique y, et lorsque le g dur fut ajouté, ses variations dures et douces ont persisté lorsqu'elles étaient suivies de i.
Une analyse de 269 mots par le linguiste Michael Dow a révélé des résultats presque serrés sur la question de savoir si un g dur ou mou est plus approprié sur la base d'autres mots anglais ; les résultats varient quelque peu en fonction des paramètres utilisés. Sur les 105 mots qui contiennent gi quelque part dans le mot, 68 utilisent le g mou tandis que seulement 37 emploient son homologue. Des mots comme flibbertigibbet et tergiversate, tous deux prononcés avec un g mou, sont aussi inclus dans la liste des 68 mots à g doux. Lorsque la prévalence de chaque mot est prise en compte, il s'avère que le g dur et le g mou apparaissent à des fréquences presque égales dans les mots contenant gi. Aucun favori clair n'est trouvé en utilisant uniquement les mots commençant par gi, ni en utilisant uniquement les mots d'une syllabe tels que gift et gin.
Dans sa couverture de l'article de Dow, la linguiste canadienne Gretchen McCulloch émet la théorie suivante : étant donné que le g dur et le g mou sont utilisés avec une fréquence presque égale dans ce contexte, lorsqu'une personne rencontre le mot GIF pour la première fois, elle fait une supposition qui s'apparente à jouer à pile ou face en le comparant à d'autres mots qu'elle a rencontrés dans le passé. Une fois qu'elle a un favori dans un sens ou dans l'autre, la notion est solidifiée, ce qui amène McCulloch à dire que cela « signifie probablement que nous allons nous battre dans la guerre de la prononciation de GIF pour les générations à venir ».

### Arguments
Une analyse réalisée en 2019 par le linguiste Marten van der Meulen montre que les arguments les plus couramment utilisés en ligne concernant la prononciation de GIF sont des arguments « systémiques », qui soutiennent un côté du débat en affirmant que la prononciation devrait découler d'une règle cohérente de la langue. Un exemple de cela serait l'argument de « l'acronyme systémique » : l'idée que, parce que la lettre g dans GIF représente le mot graphics, elle devrait être prononcée dans l'acronyme avec le même phonème que dans le mot, c'est-à-dire avec un g dur. Cet argument est parfois accompagné d'une boutade selon laquelle si l'acronyme devait être prononcé avec un g mou, le mot devrait être prononcé de la même manière, comme /ˈdʒræfɪks/ (« jraphics »),,,. Cet argument est réfuté par le fait que les acronymes ne sont pas tenus de suivre les prononciations de leur mot racine. Par exemple, la lettre u du mot scuba /ˈskuːbə/  — acronyme de self-contained underwater breathing apparatus — se prononce /uː/ alors que le mot dont il est dérivé, underwater, se prononce plutôt /ʌ/. La NASA` (National Aeronautics and Space Administration, prononcée /ˈnæsə/ ) présente une divergence d'acronyme similaire,. Un autre exemple d'argument « systémique » est l'analyse fréquentielle, similaire à celle de Dow, qui examine combien d'autres mots anglais utilisent la prononciation dure ou molle de g dans d'autres situations.
Après que Steve Wilhite ait annoncé son opinion selon laquelle la prononciation avec un g mou est la seule forme correcte, il y eut beaucoup de discussions sur les médias sociaux et dans la presse, des deux côtés de la question. Un article de Casey Chan, écrit pour Gizmodo, soutient que Wilhite avait tort parce que les mots à g mou suivis de if devraient être orthographiés avec la lettre j, comme le « jiffy » dans « Jiffy Lube (en) » et « be back in a jiffy », ainsi que l'entreprise de beurre de cacahuète Jif.
L'argument suivant le plus souvent trouvé dans l'analyse de van der Meulen est un argument qui cite une autorité, généralement Wilhite, en tant que créateur du format de fichier. Après que Wilhite ait annoncé son soutien à la prononciation avec un g mou, beaucoup l'ont reconnu comme l'autorité en matière de prononciation du mot parce qu'il est le créateur du format. Wilhite est l'autorité la plus souvent citée pour la prononciation de GIF; 65,2 % des arguments interrogés citant une autorité favorisaient un g mou. Certains, dont Casey Chan, ont cité le président américain Barack Obama pour soutenir le g dur; d'autres ont cité divers dictionnaires ou des assistants logiciels tels que Siri comme autorités pour la prononciation de GIF.

### Sondage
Un sondage réalisé en 2014 par Mashable auprès de plus de 30 000 personnes dans le monde entier révèle que sept personnes sur dix utilisaient le g dur. L'analyse de Van der Meulen montre que 57,2 % des utilisateurs ayant donné leur avis soutenaient le g dur, tandis que 31,8 % favorisaient le g mou. L'analyse révèle également que 8,2 % des utilisateurs soutenaient les deux prononciations, tout en favorisant le g mou, et que 2,8 % favorisaient l'énonciation de chaque lettre.
Un sondage informel réalisé auprès de développeurs sur Stack Overflow montre que 65,6 % des personnes interrogées étaient favorables à la prononciation du g dur, tandis que 26,3 % utilisaient le g mou, 6 % prononçaient chaque lettre et 2 % utilisaient une prononciation complètement différente. Cependant, une analyse de The Economist a montré que les disparités dans les résultats étaient exagérées par un biais d'échantillonnage; l'article indique que si les pays où le g dur est utilisé représentent 45 % de la population mondiale, les personnes interrogées issues de ces pays constituaient 79 % de l'échantillon. Lorsque les populations de chaque pays ont été ajustées, l'analyse a révélé que le g dur était toujours en tête, bien qu'avec une marge plus étroite de 44 % contre 32 % pour le g mou. En outre, cet ajustement a fait grimper la popularité de la prononciation de chaque lettre à 21 % ; cette variation est courante dans les pays asiatiques, où elle est employée par la moitié des répondants chinois et par 70 % des répondants sud-coréens. Les pays développés dans leur ensemble ont eu tendance à favoriser la prononciation du g dur.

### Dans les dictionnaires
Les dictionnaires ne sont pas tous d'accord sur l'inclusion et l'ordre des différentes prononciations.
| Dictionnaire                                                  | Édition                | Langue              | Première prononciation | Deuxième prononciation | Référence |
| ------------------------------------------------------------- | ---------------------- | ------------------- | ---------------------- | ---------------------- | --------- |
| Dictionnaire Cambridge                                        | En ligne               | Anglais américain   | /gɪf/                  | /dʒɪf/                 | [ 24 ]    |
| Dictionnaire Cambridge                                        | En ligne               | Anglais britannique | /gɪf/                  | /dʒɪf/                 | [ 24 ]    |
| Collins English Dictionary (en)                               | Douzième édition 2014  | Anglais             | /gɪf/                  | —                      | [ 25 ]    |
| Dictionary.com                                                | En ligne               | Anglais             | /dʒɪf/                 | /gɪf/                  | [ 26 ]    |
| Lexico (en)                                                   | En ligne               | Anglais             | /gɪf/                  | —                      | [ 27 ]    |
| Merriam-Webster                                               | En ligne               | Anglais             | /gɪf/                  | /dʒɪf/                 | [ 28 ]    |
| New Oxford American Dictionary (en)                           | Deuxième édition 2005  | Anglais américain   | /dʒɪf/                 | —                      | [ 29 ]    |
| Oxford Dictionary of English (en)                             | Troisième édition 2010 | Anglais             | /dʒɪf/                 | /gɪf/                  | [ 30 ]    |
| The American Heritage Dictionary of the English Language (en) | Cinquième édition 2016 | Anglais américain   | /gɪf/                  | /dʒɪf/                 | [ 25 ]    |
| Petit Robert                                                  | En ligne               | Français            | /ʒif/                  | —                      | [ 31 ]    |
| Petit Larousse                                                | En ligne               | Français            | /ʒif/                  | —                      | [ 32 ]    |
| Det Norske Akademis ordbok (en)                               | En ligne               | Norvégien           | /gifː/                 | —                      | [ 9 ]     |

## Incidents

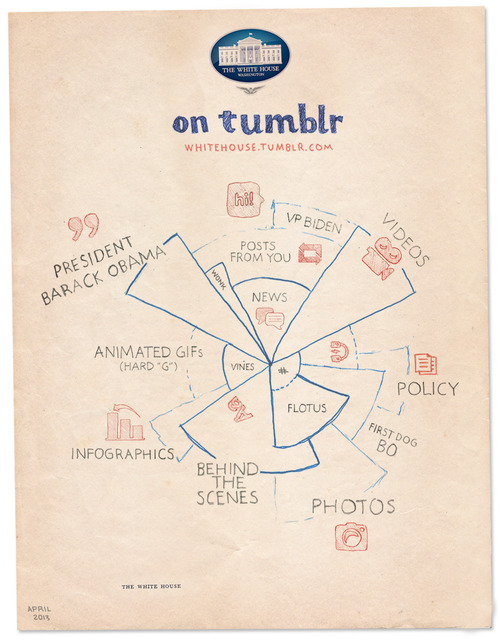
Le compte de la Maison Blanche sur Tumblr a publié en 2013 une infographie humoristique indiquant que le mot « GIF » devait être prononcé avec un « g » dur.

En mai 2013, Wilhite reçoit un prix pour l'ensemble de sa carrière lors de la cérémonie annuelle des Webby Awards, qui récompense l'excellence sur Internet. En acceptant le prix lors de la cérémonie, Wilhite affiche une diapositive de cinq mots qui affichait tout en majuscules (en) : « It's pronounced 'jif' not 'gif' ». Ici jif fait référence à la prononciation avec un g mou. Après son discours, Wilhite déclare au New York Times: « L'Oxford English Dictionary accepte les deux prononciations. Ils ont tord. Il s'agit d'un g mou… Fin de l'histoire,,. »
Le public présent à la cérémonie réagit positivement à ce court discours, mais il suscite une controverse en ligne, certains commentateurs s'insurgeant contre la prononciation de Wilhite,. Van der Meulen fait remarquer que cela « semble être le premier inventeur d'un mot (ou d'un acronyme, pour être plus précis) qui donne des conseils d'utilisation sur sa propre création ». Plus de 17 000 tweets sont postés à la suite du discours, faisant de « GIF » un sujet en tendance, et plus de 50 articles sont écrits sur l'incident. La Columbia Journalism Review fait remarquer trois ans plus tard que le débat semblait avoir atteint son apogée avec cet incident. La société Jif, spécialisée dans le beurre de cacahuète, a répondu à un tweet lui demandant comment elle se sentait après le discours, en commentant : « Nous sommes fous de lui aujourd'hui ». Sept ans plus tard, Jif réalise un coup publicitaire (en) avec la plateforme d'hébergement de GIF Giphy. Les deux entreprises publient une déclaration commune, affirmant que la prononciation correcte emploie un g dur, et mettent sur le marché des pots de beurre de cacahuète à durée limitée étiquetés « GIF » au lieu de « JIF ».
En octobre 2013, le New York Times est légèrement critiqué sur les médias sociaux pour un article écrit par Sarah Lyall (en) qui commence par la phrase « Un GIF, prononcé jif, est un format de fichier d'image compressé inventé en 1987,. » L'article comprend un lien vers un article antérieur du journal, couvrant le discours de Wilhite et la citation qu'il leur a donnée,. En décembre 2013, Alex Trebek, l'animateur du jeu télévisé Jeopardy !, attire l'attention des médias lorsque l'indice final de l'épisode fait référence à la présentation et à l'opinion de Wilhite sur la prononciation. Trebek lit les réponses des candidats en utilisant un g mou lorsque le mot « GIF » apparaît dans les réponses correctes des trois candidats. Dans le passé, Trebek prononçait chaque lettre individuellement, pour rester neutre.
En juin 2014, Barack Obama, alors président des États-Unis, estime que l'acronyme doit être prononcé avec un g dur lors d'une conversation avec David Karp, le fondateur de Tumblr. Miles Klee, du Daily Dot, met en évidence un article publié en avril 2013 sur le blog Tumblr de la Maison Blanche, qui comprenait une infographie humoristique avec le texte « animated GIFs (hard 'g') ».

### Traductions et citations originales
1. ↑  « probably means we'll be fighting the gif pronunciation war for generations to come »
2. ↑  « Cela se prononce 'jif' pas 'gif' »
3. ↑  « The Oxford English Dictionary accepts both pronunciations. They are wrong. It is a soft g ... End of story. »
4. ↑  « seems to be the first ever coiner of a word (or acronym, to be more specific) who gave usage advice about his own creation »
5. ↑  « We're nuts about him today. »
6. ↑  « A GIF, pronounced jif, is a compressed image file format invented in 1987. »
7. ↑  « GIFs animés ('g' dur) »